# Avenida Centenario (Bogotá)
La Avenida Centenario, Avenida Colón o Calle 13, es una vía que recorre la ciudad de Bogotá (Colombia) de oriente a occidente.

## Odónimo
En Bogotá, la vía posee dos nombres: Avenida Colón, entre carreras 14 y 50; y, Avenida Centenario, entre la carrera 50 y el Río Bogotá. Según la curva que va generando tiene varias denominaciones numéricas.
| Nombre         | Denominación | Tramo                  |
| -------------- | ------------ | ---------------------- |
| Av. Colón      | Calle 13     | Carrera 14-Carrera 50  |
| Av. Centenario | Calle 13     | Carrera 50-Carrera 69  |
| Av. Centenario | Diagonal 13  | Carrera 69-Carrera 69F |
| Av. Centenario | Calle 17     | Carrera 69F-Carrera 90 |
| Av. Centenario | Diagonal 16  | Carrera 90-Carrera 123 |
| Av. Centenario | Calle 17     | Carrera 123-Río Bogotá |

En Cundinamarca, la vía es denominada como Carretera Panamericana y hace parte de la Ruta Nacional 50A.

## Trazado
Esta vía recorre 15 kilómetros dentro de la ciudad de Bogotá; al oriente comienza en la Av. Caracas, entre las localidades de Los Mártires y Santa Fe, continúa hacia el occidente por Puente Aranda, sirviendo al sistema de transporte masivo TransMilenio, hasta llegar a la estación Puente Aranda en la carrera 46, atraviesa el intercambiador de la Av. Américas y Av. Batallón Caldas. Posteriormente, sigue hacia el occidente sirviendo al sector nororiental de Kennedy y toda la extensión de Fontibón. Culmina en el puente sobre el Río Bogotá, en el límite con el departamento de Cundinamarca. Los principales cruces son:
- Intersección semafórica con la Av. Mariscal Sucre (Carrera 18)
- Intersección semafórica con la Av. General Santander (Carrera 27)
- Puente bajo la Av. Quito (Carrera 30)
- Intersección semafórica con la Av. Cundinamarca (Carrera 36)
- Intersección semafórica con la Av. Ferrocarril del Sur (Transversal 42)
- Intercambiador con la Av. Américas (Calle 9/Calle 20), Av. Los Comuneros (Calle 6) y Av. Batallón Caldas (Carrera 50)
- Intersección semafórica con la Av. La Esmeralda (Carrera 60)
- Puente sobre la Av. Congreso Eucarístico (Carrera 68)
- Intersección semafórica con la Av. La Constitución (Carrera 68D)
- Puente sobre la Av. Boyacá (Carrera 72)
- Intersección cortando la Av. Agoberto Mejía (Carrera 80)
- Puente bajo la Av. Cali (Carrera 86)
- Intersección cortando la Av. Fontibón (Carrera 97)
- Intersección cortando la Av. Carrera 106
- Intersección cortando la Av. Versalles (Carrera 116)
- Intersección semafórica con la Av. TAM (Carrera 128)

Se prevé que a futuro sea una autopista de 6 carriles desde el cruce de la Avenida de las Américas con Carrera 50 hasta el río Bogotá, con amplios andenes (253000 metros cuadrados de espacio público) y 23 km de ciclorrutas. Aunque en el proyecto se tiene contemplado un nuevo corredor de TransMilenio, la alcaldía de Bogotá y la gobernación de Cundinamarca lo descartaron y en su lugar se dejaron como prioridades una ciclorruta que conecte con Facatativá y la estructuración del Regiotram de Occidente, la extensión de la Troncal Centenario consiste en que no compita con el Regiotram de Occidente, sino que lo complemente.

## Transporte público

### Troncal Américas de TransMilenio
Es un corredor de buses tipo BRT con 7 estaciones entre las intersecciones con la Carrera 14 y la Carrera 50. Su ícono en el SITP es un cuadrado rojo con la letra F, es el segundo de tres tramos que conforman la troncal Américas. El corredor se inauguró el 8 de noviembre de 2003.

### Extensión TransMilenio Avenida Centenario
En noviembre de 2020 Bogotá y Cundinamarca firmaron cuatro convenios para la adhesión de la capital a los proyectos de movilidad que permitieran una mejor conexión con el departamento, entre estos proyectos se encontraba la construcción de la troncal de TransMilenio por la Avenida Centenario desde el límite del Distrito hasta el sector de Puente Aranda, proyecto que ya contaba con sus respectivos diseños.
En el 2022 se abrió la licitación para llevar a cabo la construcción de la troncal en cinco lotes diferentes: los dos primeros lotes fueron adjudicados en abril de 2023, los cuales comprenden desde la intersección de Puente Aranda hasta la intersección con la avenida Boyacá; los siguientes dos lotes abrieron licitación en octubre del mismo año luego de haber sido declarado desierto el proceso en dos ocasiones anteriores.
La troncal contará con cuatro carriles para tráfico mixto por sentido y uno para TransMilenio, con carril de sobrepaso en las 13 estaciones sencillas proyectadas. Además se espera que tenga una estación cabecera, así como un patio con capacidad para 124 buses biarticulados.

### Rutas zonales
Desde el 2021 las rutas zonales (excepto las rutas alimentadoras) manejan una nueva nomenclatura basada en la existente para las troncales de Transmilenio. La letra indica hacia cuál zona se dirige el bus, mientras que los números indican la ruta que sigue el mismo. Sin embargo, aún existen rutas con la errática nomenclatura antigua.
| A302 Centro K302 El Recodo                   | A305 Estación Calle 100 K305 El Recodo | A324 Perseverancia K324 El Refugio          | A332 Porciúncula                   | A334 Centro Financiero                    | A501 Germania G501 Bosa San José        |                                    |
| A513 Chapinero G513 San Bernardo             | A518 Chapinero G518 Potreritos         | A633 Ricaurte F333 Ciudad Alsacia           | B303 Unicentro K303 Fontibón       | B326 Unicentro K326 Prado Grande          | B404 Calle 222 F404 Patio Bonito        |                                    |
| B916 Balmoral Norte K916 Fontibón El Refugio | C147 Bilbao G147 Metrovivienda         | C154 Suba Nogales F154 Puente Aranda        | C315 Suba Lisboa                   | F333 Ciudad Alsacia                       | G311 Bosa San José K311 Puente Grande   | G502 Villa del Río K502 Aeropuerto |
| H308 El Tuno K308 Puente Grande              | H318 El Uval K318 Fontibón Brisas      | H322 Cerros de Oriente K322 Fontibón Brisas | H327 Acacías K327 Puente Grande    | H628 Potosí                               | H707 El Uval K707 El Refugio            |                                    |
| K300 Puente Grande                           | K304 Fontibón L304 San Cristóbal Sur   | K312 Fontibón Brisas L312 Moralba           | K810 Fontibón Brisas L810 Gaviotas | K812 Fontibón Brisas L812 Villa del Cerro | L422 Laches-El Dorado F422 Patio Bonito |                                    |

| 7 Palmitas-El Dorado    | 91 San José-Porciúncula     | 99 San José-Germania             | 111 Gaviotas-Metrovivienda                | 191 Metrovivienda-Unicentro | 257 Puente Grande-Germania |
| 544A San Diego-Germania | 614 Bolonia Usme-Montevideo | 688 La Magdalena-Germania        | 787A Metrovivienda Potreritos-Teusaquillo | 927 San José-Aeropuerto     | C1 Roma-Germania           |
| C123 La Magdalena-Chicó | P39 Arabia-Zona Franca      | T48 Nueva Castilla-Puente Aranda | T62 Metrovivienda-Casablanca Norte        |                             |                            |

## Sitios importantes en la vía

### Los Mártires
- San Andresito, entre carreras 14 y 24.
- Estación Ferrocarriles Nacionales, en la carrera 18.
- Fiscalía General de la Nación, en la Av. NQS.

### Puente Aranda
- Universidad Distrital Francisco José de Caldas, en la carrera 31.
- Centro Distrital de Salud, en la carrera 32.
- Zona Industrial, en la carrera 37.
- Notaría 49, en la carrera 42B.
- Centros comerciales Zona In y Plaza Central y Compañía Nacional de Chocolates, en la carrera 62.

### Fontibón
- Centros comerciales Multiplaza y El Eden en la Av. Boyacá.
- Centro comercial Viva Fontibón, en la carrera 104.
- Zona Franca de Bogotá, en la carrera 106.